# Skytte vid olympiska sommarspelen 1912

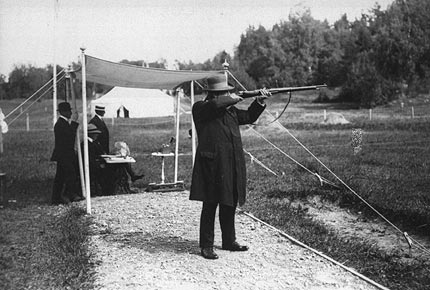
Oscar Swahn i samband med gevärsskytte vid OS 1912.

Skytte vid olympiska sommarspelen 1912 i Stockholm omfattade sammanlagt 18 grenar. 283 skyttar från 16 länder deltog. Värdlandet Sverige fick sammanlagt sju guld.

## Medaljörer

### Armégevär och frigevär
| Gren                                               | Guld | Silver                                                                                              | Brons                                                                                                   |
| 200, 400, 500 och 600 m armégevär, lag Detaljer... | USA Harry Adams Allan Briggs Cornelius Burdette John Jackson Carl Osburn Warren Sprout                     | Storbritannien Henry Burr Arthur Fulton Harcourt Ommundsen Edward Parnell James Reid Edward Skilton | Sverige Carl Björkman Tönnes Björkman Mauritz Eriksson Verner Jernström Hugo Johansson Bernhard Larsson |
| 600 m armégevär Detaljer...                        | Paul Colas (FRA)                                                                                           | Carl Osburn (USA)                                                                                   | John Jackson (USA)                                                                                      |
| 300 m armégevär, tre ställningar Detaljer...       | Sándor Prokopp (HUN)                                                                                       | Carl Osburn (USA)                                                                                   | Engebret Skogen (NOR)                                                                                   |
| 300 m frigevär, tre ställningar, lag Detaljer...   | Sverige Carl Björkman Erik Blomqvist Mauritz Eriksson Hugo Johansson Gustav Adolf Jonsson Bernhard Larsson | Norge Albert Helgerud Einar Liberg Østen Østensen Olaf Sæther Ole Sæther Gudbrand Skatteboe         | Danmark Niels Andersen Jens Hajslund Laurits Larsen Niels Larsen Lars Jørgen Madsen Ole Olsen           |
| 300 m frigevär, tre ställningar Detaljer...        | Paul Colas (FRA)                                                                                           | Lars Jørgen Madsen (DEN)                                                                            | Niels Larsen (DEN)                                                                                      |

### Miniatyrgevär och pistolskytte
| Gren                                                  | Guld                                                                   | Silver                                                                         | Brons                                                                      |
| 25 m miniatyrgevär, försvinnande mål Detaljer...      | Wilhelm Carlberg Sverige                                               | Hübner von Holst Sverige                                                       | Gideon Eriksson Sverige                                                    |
| 25 m miniatyrgevär, försvinnande mål, lag Detaljer... | Sverige Gustaf Boivie Eric Carlberg Wilhelm Carlberg Hübner von Holst  | Storbritannien William Milne Joseph Pepé William Pimm William Styles           | USA Frederick Hird William Leushner William McDonnell Warren Sprout        |
| 50 m miniatyrgevär Detaljer...                        | Frederick Hird (USA)                                                   | William Milne (GBR)                                                            | Henry Burt (GBR)                                                           |
| 50 m miniatyrgevär, lag Detaljer...                   | Storbritannien Edward Lessimore Robert Murray Joseph Pepé William Pimm | Sverige Eric Carlberg Wilhelm Carlberg Arthur Nordenswan Ruben Örtegren        | USA Frederick Hird William Leushner Carl Osburn Warren Sprout              |
| 30 m duellpistol Detaljer...                          | Alfred Lane (USA)                                                      | Paul Palén (SWE)                                                               | Hübner von Holst (SWE)                                                     |
| 30 m duellpistol, lag Detaljer...                     | Sverige Eric Carlberg Wilhelm Carlberg Hübner von Holst Paul Palén     | Ryssland Amos Kasj Nikolai Melnitsky Grigorij Pantelejmonov Pavel Vojlosjnikov | Storbritannien Hugh Durant Albert Kempster Horatio Poulter Charles Stewart |
| 50 m fripistol Detaljer...                            | Alfred Lane (USA)                                                      | Peter Dolfen (USA)                                                             | Charles Stewart (GBR)                                                      |
| 50 m fripistol, lag Detaljer...                       | USA John Dietz Peter Dolfen Alfred Lane Harry Sears                    | Sverige Erik Boström Eric Carlberg Wilhelm Carlberg Georg de Laval             | Storbritannien Hugh Durant Albert Kempster Horatio Poulter Charles Stewart |

### Lerduveskytte och viltmål
| Gren                                             | Guld                                                                                      | Silver                                                                                                   | Brons |
| 100 m löpande hjort, enkelskott Detaljer...      | Alfred Swahn Sverige                                                                      | Åke Lundeberg Sverige                                                                                    | Nestori Toivonen Finland                                                                                             |
| 100 m löpande hjort, dubbelskott Detaljer...     | Åke Lundeberg Sverige                                                                     | Edward Benedicks Sverige                                                                                 | Oscar Swahn Sverige                                                                                                  |
| 100 m löpande hjort, enkelskott, lag Detaljer... | Sverige Per-Olof Arvidsson Åke Lundeberg Alfred Swahn Oscar Swahn                         | USA William Leushner William Libbey William McDonnell Walter Winans                                      | Finland Axel Fredrik Londen Ernst Rosenqvist Nestori Toivonen Iivar Väänänen                                         |
| Trap Detaljer...                                 | James Graham USA                                                                          | Alfred Goeldel Tyskland                                                                                  | Haralds Blaus Ryssland                                                                                               |
| Trap, lag Detaljer...                            | USA Charles Billings Edward Gleason James Graham Frank Hall John Hendrickson Ralph Spotts | Storbritannien John Butt William Grosvenor Harold Humby Alexander Maunder Charles Palmer George Whitaker | Tyskland Alfred Goeldel Horst Goeldel Erland Koch Albert Preuß Erich Graf von Bernstorff Franz von Zedlitz und Leipe |

## Medaljligan
| Pl. | Nation         | Guld | Silver | Brons | Totalt |
| --- | -------------- | ---- | ------ | ----- | ------ |
| 1   | Sverige        | 7    | 6      | 4     | 17     |
| 2   | USA            | 7    | 4      | 3     | 14     |
| 3   | Frankrike      | 2    | 0      | 0     | 2      |
| 4   | Storbritannien | 1    | 4      | 4     | 9      |
| 5   | Ungern         | 1    | 0      | 0     | 1      |
| 6   | Danmark        | 0    | 1      | 2     | 3      |
| 7   | Tyskland       | 0    | 1      | 1     | 2      |
| 7   | Norge          | 0    | 1      | 1     | 2      |
| 7   | Ryssland       | 0    | 1      | 1     | 2      |
| 10  | Finland        | 0    | 0      | 2     | 2      |